# Johann III. (Wied-Runkel)
Graf Johann III. von Wied-Runkel-Isenburg (* um 1475/85; † 18. Mai 1533 in Wied) war ein deutscher Adeliger.

## Leben
Johann III. von Wied-Runkel-Isenburg war ein Sohn von Friedrich IV. Herr von Runkel († 1487), Erbamtmann von Andernach, ab 1454 Graf zu Wied, Herr von Braunsberg, Herr von Dierdorf, Mitherr von Isenburg und (⚭ 1454) der Agnes von Virneburg († 1478). Er war ein Bruder des Kölner Erzbischofs Hermann V. von Wied und des Münsteraner Bischofs Friedrich III. von Wied. Sein Bruder Wilhelm III. von Wied (* um 1455/60; † 1526), Graf zu Wied und Moers, Herr von Runkel und Isenburg, ⚭ 1481 mit Gräfin Margareta von Moers (* um 1470; † 1515), überließ ihm 1503 weitgehend die Rechte auf Wied, Runkel, Isenburg und Braunsberg. 1508 schloss er einen Grenzvertrag mit Graf Gerlach (III.) IV. von Isenburg-Grenzau (* um 1460; † 1533). 1511 trat Johann III. dem Wetterauer Grafenverein bei.
Bei einem Aufenthalt im Bad Ems (in thermis Emseranis) wurde Johann III. von Wied-Runkel-Isenburg nach einem Briefwechsel des Heinrich Cornelius Agrippa von Nettesheim mit einem Freund, dem Apotheker und Schöffen Cornelius Rasener d. Ä. alias Favius (* 1474; † 1543/44), erfolgreich durch den Arzt Sigismund Admiratus oder einen anderen Arzt – Johann Dryander – aus Koblenz behandelt. Der Bericht macht großen Eindruck auf Johanns III. Bruder Erzbischof Hermann V. von Wied, der einen der beiden Koblenzer Ärzte (letztlich Dryander) durch Agrippa bitten ließ, zu ihm nach Bertrich zu kommen.

## Familie
Johann III. von Wied-Runkel-Isenburg heiratete 1506 Gräfin Elisabeth von Nassau-Dillenburg (1488–1559), Tochter des Grafen Johann V. von Nassau-Diez (1455–1516) und der Landgräfin Elisabeth von Hessen (* 1466; † 1523). Ihre Nachkommen waren:
1. Elisabeth von Wied-Runkel (* um 1506/10; † 1542), verheiratet seit etwa 1522 mit Anton I. von Isenburg-Büdingen-Ronneburg-Kelsterbach (1501–1560), der 1544 eine evangelische Kirchenordnung erließ, Doppelepitaph in der Marienkirche zu Büdingen,
2. Margarethe von Wied-Runkel (* um 1506/10; † 1572), verheiratet I. um 1523 mit Bernhard von Bentheim-Steinfurt (* um 1490/95; † 1528), II.  1534 mit Graf Arnold I. von Manderscheid-Blankenheim (1500–1548), bekannt für ihre medizinischen Kenntnisse,
3. Philipp von Wied-Runkel (* um 1508; † 1535), begraben in der Abtei Rommersdorf, Grabplatte heute im Mausoleum der Grafen von Wied-Runkel in Dierdorf,
4. Magdalena von Wied-Runkel (* um 1514; † 1572), Äbtissin seit 1537 im Stift Nottuln und seit  1544 im Stift Elten,
5. Johann IV. von Wied-Runkel († 1581), 1525 Domherr von St. Gereon in Köln, 1534 immatrikuliert in Köln, resignierte, verheiratet seit 1545 mit Gräfin Katharina von Hanau-Münzenberg (1525–1581), führte 1568 in seinem Herrschaftsgebiet die Reformation ein,
6. Friedrich IV. von Wied (1518–1568), von 1562 bis 1567 Erzbischof von Köln, resignierte,
7. Walpurga Johanna von Wied-Runkel (* um 1510/15; † 1578), verheiratet seit 1528 mit Ludwig zu Stolberg-Königstein, der in seinem Herrschaftsgebiet 1540 die Reformation einführte, Doppelepitaph in der Stiftskirche St. Marien zu Wertheim,
8. Agnes von Wied-Runkel (* um 1520; † 24. März 1588), verheiratet I. um 1540 mit Kaspar I. von Mansfeld-Hinterort († 1542), gefallen in Ungarn, II. seit 1545 mit Friedrich Magnus I. von Solms-Laubach (1521–1561), der 1544 in Laubach die Reformation eingeführt hatte,
9. Genoveva von Wied-Runkel (* um 1522; † 1556), verheiratet seit 1546 mit Wolfgang von Stolberg-Königstein,
10. Maria von Wied-Runkel (* um 1522; † 1563), verheiratet seit 1554 mit Reichserbschenk Christoph III. Schenk von Limpurg-Gaildorf (1531–1574), dessen Vater Wilhelm III. Schenk von Limpurg-Gaildorf (1498–1552) um 1540 die Reformation eingeführt hatte, um 1564 Umbau von Schloss Untergröningen

In älterer Literatur wurde die Nonne und Klosterverwalterin Ida Wied, die von der verwitweten Gräfin Elisabeth von Wied, geb. Gräfin Nassau-Dillenburg 1538 als Kleinkind mit einer üppigen Mitgift an die Klosterfrauen des Prämonstratenserinnenklosters Beselich übergeben worden war, teilweise – aber wohl fälschlich – für eine illegitime Tochter des Hauses Wied gehalten.
Johann III. von Wied-Runkel-Isenburg ist Vorfahr nahezu aller regierenden Angehörenden des europäischen Hochadels.